# Walter Zitzenbacher
Walter Zitzenbacher (* 26. April 1928 in Langenwang; † 1996 in Graz) war ein österreichischer Dramaturg, Verlagslektor, Schriftsteller und Hochschullehrer bzw. -dozent. Darüber hinaus war er auch als Theaterautor und Hörspielautor tätig.

## Leben und Wirken
Walter Zitzenbacher wurde am 26. April 1928 in der obersteirischen Gemeinde Langenwang geboren. Nach abgeschlossener Schulausbildung studierte er Germanistik und Geschichte an der Universität Graz. An ebendieser promovierte er im Jahr 1951 mit der Dissertation Das pädagogische Theater unter besonderer Berücksichtigung der Aufführungen an den Grazer Mittelschulen zum Dr. phil. und war in der Folgezeit als Dramatiker und Verlagslektor tätig, arbeitete jedoch auch für den Österreichischen Rundfunk. Parallel dazu war er auch als Hochschuldozent tätig und erhielt im Jahr 1983 eine außerordentliche Professur für Dramaturgie, Theater- und Literaturgeschichte an der Hochschule für Musik und Darstellende Kunst Graz.
Walter Zitzenbacher verfasste im Laufe seines Lebens zahlreiche Bücher zu verschiedenen Themen. Seine schriftstellerische Laufbahn begann 1951 mit der Dissertation Das pädagogische Theater unter besonderer Berücksichtigung der Aufführungen an den Grazer Mittelschulen. Wenige Jahre später folgte mit Übersehenes und Überseeisches (1955) ein Gedichtband, den Otto Hofmann-Wellenhof zusammenstellte. Gemeinsam mit Franz Hofer und Hans Michl veröffentlichte er 1959 ein Büchlein mit drei Kurzgeschichten, darunter Naz beim Arzt. Eine zwerchfellerschütternde Episode von Hofer,  Die gute Luft. Eine Fremdenverkehrs-Attraktion von Michl und Der Sputnik bringt es an den Tag. Ein aktueller Sketch von Zitzenbacher selbst.
Mit dem Bildband Dieses schöne Land. Ein Bildband über die Steiermark wandte sich Zitzenbacher 1962 verstärkt der regionalen Kultur zu. 1964 brachte er gleich mehrere Werke heraus, darunter Die schöne Steiermark, das in den folgenden Jahren mehrfach neu aufgelegt wurde, sowie Kreuz und quer durch Graz in Zusammenarbeit mit W. Pluhar. Daneben erschienen in diesem Jahr auch die humorvolle Abhandlung Der Blitz-Zeitgenosse. Ein Abkürzungs-Cocktail und 2 Schriftsteller-Spezialdrinks: Der Bestseller – Der Schweizer Krimi sowie der historische Roman Raben im blauen Feld, der das Leben des Fürsten Hanns Ulrich von Eggenberg thematisiert.
Mit Hanswurst und die Feenwelt. Von Stranitzky bis Raimund (1965) setzte sich Zitzenbacher intensiv mit der Theatergeschichte auseinander. Ein Jahr später folgte Herr Österreicher in Nöten, eine Sammlung kabarettistischer Texte, herausgegeben von Harald Kopp. In den späten 1960er Jahren widmete er sich zudem der Lyrik und veröffentlichte 1969 Das Schachspiel des Doktor Wa-Tsi, das mit Textzeichnungen von M. Achtelik ergänzt wurde. Die 1970er Jahre brachten zudem eine Reihe historischer Werke hervor. Der Roman  „…unsern guten Kaiser Franz“ erschien 1971, gefolgt von Grazer Barockprediger und der Sonderdruck-Veröffentlichung Pilgerfahrt zum Himmel. Kapuzinerpredigten des Pater Amandus von Grätz im Jahr 1973. Im Jahr 1974 setzte er seine historischen Veröffentlichungen mit Herrand von Wildon sowie Wie’s früher war in Kärnten und der Steiermark fort. Zwei Jahre später veröffentlichte er Ein Schauspielhaus für Graz, das auf dem Nachlassmanuskript Theater in Graz von Robert Baravalle basierte.
Sein biografisches Werk Peter Rosegger. Sein Leben im Roman erschien 1978 und wurde 1980 in Lizenzauflage für Donauland und 1993 in dritter Auflage neu herausgegeben. 1980 veröffentlichte er mit Der Freitag erscheint nicht einen humorvollen Roman und mit Das große Steiermark-Buch eine umfangreiche Darstellung seiner Heimat, deren Einband den Leobener Schwammerlturm zierte. Zwei Jahre später folgte mit Graz. Eine Stadt stellt sich vor eine weitere umfassende Würdigung der steirischen Landeshauptstadt. Sein letztes Werk, Gesehenes, Übersehenes, Erträumtes erschien 1998 mit Bildern von August Ploček. Zitzenbachers Bandbreite erstreckte sich von historischen und literarischen Themen bis hin zu humorvollen und kulturgeschichtlichen Betrachtungen. Auch als Bühnenautor trat er in Erscheinung. Sein während der Studienzeit veröffentlichtes Stück Hoffnung auf Atome wurde 1949 im Schauspielhaus Graz uraufgeführt. Weitere Bühnenstücke waren etwa die Komödie Jeder lügt in Baratario (UA: Graz, 1959) oder Kasperl’s Familienalbum. Szenische Collage (UA: Graz, 1985). Bereits ab den 1950er Jahren war er auch als Hörspielautor im Österreichischen Rundfunk tätig. In den frühen 50ern war er auch Gast der Sendereihe Steirische Autorenstunde auf dem Sender Alpenland und war auch in anderen Radiosendungen sowie auf anderen in der damaligen Besatzungszeit empfangbaren Sendern zu hören. Dazu zählen unter anderem Akustisches Kabarett (1953, Sendergruppe Alpenland; 1954, Radio Österreich (zweites Programm)), Ab Jahrgang ’18 (1954, Radio Österreich (zweites Programm)) oder Aus der Werkstatt Erich Kästners (1954, Radio Österreich (zweites Programm)).
Ab den späten 1950er Jahren bis kurz vor seinem Ableben wirkte er mitunter auch als Herausgeber an zahlreichen literarischen und kulturhistorischen Publikationen mit. Dazu zählen auch mehrere Werke aus der Buchreihe Stiasny-Bücherei, bei denen Zitzenbacher die Auswahl der enthaltenen Texte getroffen und eine Einführung dazu verfasst hat. Mit dem bereits erwähnten Essay Hanswurst und die Feenwelt. Von Stranitzky bis Raimund hatte der gebürtige Obersteirer 1965 selbst ein Werk zur Buchreihe beigesteuert. Während er ab den 1950er Jahren bedeutende Texte für die Stiasny-Bücherei aufbereitete, darunter Werke von Joseph Richter, Ulrich von Liechtenstein, Paul Rebhuhn und Moritz Gottlieb Saphir, erstellte er in der Folgezeit auch Chroniken und Bibliographien, etwa zur Geschichte von St. Nikolai im Sausal oder zur steirischen Literatur. In den 1970er Jahren veröffentlichte er mehrere Bücher über die Steiermark und ihre Kultur, darunter Bildbände und historische Abhandlungen. Später widmete er sich verstärkt der Herausgabe und Kommentierung von Schriften Peter Roseggers, wobei er dessen Werke thematisch aufbereitete und beispielsweise zwischen 1989 und 1993 jeweils ein Werk pro Jahr herausbrachte.
Zitzenbacher wurde mehrfach ausgezeichnet, darunter 1958 mit dem Dramatikerpreis der Stadt Knittelfeld, 1961 mit dem 2. Preis beim Enrica-von-Handel-Mazzetti-Preis oder 1974 mit dem Literaturpreis der Stadt Graz, Er starb im Jahr 1996 im Alter von 67 oder 68 Jahren.

## Werke (Auswahl)

### Schriften
- 1951: Das pädagogische Theater unter besonderer Berücksichtigung der Aufführungen an den Grazer Mittelschulen (Dissertation)
- 1955: Übersehenes und Überseeisches (Gedichte, Auswahl: Otto Hofmann-Wellenhof)[1]
- 1959: Der Sputnik bringt es an den Tag. Ein aktueller Sketch (mit Franz Hofer (Naz beim Arzt. Eine zwerchfellerschütternde Episode) und mit Hans Michl (Die gute Luft. Eine Fremdenverkehrs-Attraktion.))[2]
- 1962: Dieses schöne Land. Ein Bildband über die Steiermark (Deutsch-Englisch-Französische Ausgabe; 2. erweiterte Auflage, 1967)[3]
- 1964: Die schöne Steiermark[4] (Deutsch-Englisch-Französische Ausgabe; 2. Auflage, 1966;[5] 3. Auflage, 1969;[6] Neuauflage unter dem Titel Schöne Steiermark als Deutsch-Englisch-Französische Ausgabe, 1976;[7] 2. Auflage, 1979[8])
- 1964: Kreuz und quer durch Graz (mit W. Pluhar; 2. ergänzte Auflage, 1967)
- 1964: Der Blitz-Zeitgenosse. Ein Abkürzungs-Cocktail und 2 Schriftsteller-Spezialdrinks: Der Bestseller – Der Schweizer Krimi[9]
- 1964: Raben im blauen Feld. Eine Chronik über das Leben des Fürsten Hanns Ulrich von Eggenberg (Roman)[10]
- 1965: Hanswurst und die Feenwelt. Von Stranitzky bis Raimund (Essay; in der Buchreihe Stiasny-Bücherei)[11]
- 1966: Herr Österreicher in Nöten. 3 pikante „Schnitzel“ aus der Speisekarte des Kabaretts „Die Tellerwäscher“ (Herausgeber: Harald Kopp)[12]
- 1969: Das Schachspiel des Doktor Wa-Tsi (Gedichte, Textzeichnungen von M. Achtelik)
- 1971: „…unsern guten Kaiser Franz“. Ein historischer Roman[13]
- 1973: Grazer Barockprediger[14]
- 1973: Pilgerfahrt zum Himmel. Kapuzinerpredigten des Pater Amandus von Grätz (Sonderdruck)
- 1974: Herrand von Wildon[15]
- 1974: Wie’s früher war in Kärnten und der Steiermark. Vom Kaiser und von Hahnverlosern, von Hebammen und aller Mannigfaltigkeit im Biedermeier und zur Gründerzeit
- 1976: Ein Schauspielhaus für Graz. Unter Verwendung des Manuskripts „Theater in Graz“ aus dem Nachlaß von Robert Baravalle[16]
- 1978: Peter Rosegger. Sein Leben im Roman[17] (Donauland-Lizenzauflage, 1980;[18] 3. Auflage, 1993)
- 1980: Der Freitag erscheint nicht. Ein heiterer Roman[19]
- 1980: Das große Steiermark-Buch[20]
- 1982: Graz. Eine Stadt stellt sich vor[21]
- 1998: Gesehenes, Übersehenes, Erträumtes (mit Bildern von August Ploček)

### Theaterstücke
- Hoffnung auf Atome, Uraufführung: Graz, 1949
- Der letzte Mensch, Leseuraufführung, Graz 1953[33]
- Jeder lügt in Baratario, Uraufführung: Graz, 1959[34]
- Kasperl’s Familienalbum. Szenische Collage, Uraufführung: Graz, 1985

### Hörspiele
- 1954: Der gordische Knoten. Musikalisches Lustspiel – Regie: Nicht angegeben, Musik: Walter Koschatzky (ORF Steiermark)[35]
- 1955: Das musikalische Sanatorium – Regie: Emil Breisach (ORF Steiermark)
- 1956: Fräulein Pygmalion – Regie: Nicht angegeben (ORF Wien)

Quelle: Ö1-Hörspieldatenbank

### Herausgaben
- 1957: Joseph Richter: …bekannt als Eipeldauer (in der Buchreihe Stiasny-Bücherei; eingeleitet und ausgewählt von Walter Zitzenbacher)[36]
- 1958: Ulrich von Liechtenstein: Narr im hohen Dienst (in der Buchreihe Stiasny-Bücherei; nach der Textausgabe von Karl Lachmann ausgewählt, übertragen und eingeleitet von Walter Zitzenbacher)[37]
- 1961: Paul Rebhuhn: Susanna (in der Buchreihe Stiasny-Bücherei; eingeleitet und redigiert von Walter Zitzenbacher)[38]
- 1963: 800 Jahre St. Nikolai im Sausal (herausgegeben von der Gemeinde St. Nikolai im Sausal; zusammengestellt von Walter Zitzenbacher unter Mitwirkung des Volksbildungsheimes Retzhof)[39]
- 1965: Moritz Gottlieb Saphir: Halbedelstein des Anstoßes (eingeleitet und ausgewählt von Walter Zitzenbacher)[40]
- 1968: Walter von Semetkowski: Graz. Ein Führer durch die Stadt (6. umgearbeitete und ergänze Auflage, redigiert von Walter Zitzenbacher)[41]
- 1969: Panait Istrati: Die Disteln des Baragan (übersetzt nach der 1962 in Bukarest erschienene rumänischen Ausgabe von Oskar Pastior und Walter Zitzenbacher)[42]
- 1971: Dichtung aus der Steiermark[43]
- 1972: Zwischen Niederen Tauern und Nockgebiet (Deutsch-Englisch-Französische Ausgabe)[44]
- 1973: Die Steiermark. Eine Bibliographie der zur Zeit lieferbaren Werke steirischer Autoren und von Büchern über die Steiermark[45]
- 1974  mit dem Stück Jeder lügt in Baratario vertreten in Ernst Brauners Akzente. 5 Dramen[15]
- 1976: Literatur in der Steiermark. Landesausstellung 1976. (Katalogredaktion: Walter Zitzenbacher)[46]
- 1977: Bürger • Staat • Welt[47]
- 1977: Oststeiermark (Deutsch-Englisch-Französische Ausgabe)
- 1977: Die Gemslein schwarz und braun. Alte Berichte von Gamswild und Gamsjagd
- 1978: Österreich. Historische Legenden[48]
- 1978: 50 Jahre Seilschwebebahn Mariazell-Bürgeralpe 1928–1978[49]
- 1978: Österreich[50] (weitere Auflage, 1983)
- 1979: Wintersportverein Mariazell 1909–1979 (Festschrift; redigiert von Walter Zitzenbacher)[51]
- 1981: Steiermark (Deutsch-Englisch-Französische Ausgabe)[52]
- 1988: Landes-Chronik Steiermark. 3000 Jahre in Daten, Dokumenten und Bildern[53] (Lizenzausgabe, 1990;[54] weitere Auflage, 1998)
- 1989: Weihnacht mit steirischen Dichtern[55]
- 1989: Peter Rosegger: Texte über die Natur. Achtet auf Grün! Ein Lesebuch[56]
- 1990: Peter Rosegger: Texte zur Industrie. Bildet die Arbeiter![57]
- 1991: Peter Rosegger: Texte gegen die Einsamkeit. Bleibt in der Familie![58]
- 1992: Peter Rosegger: Texte der Heiterkeit. Lebt nicht ohne Lächeln![59]
- 1993: Peter Rosegger: Texte über die letzten Dinge. Fürchtet den Tod nicht![60]

## Auszeichnungen und Ehrungen (Auswahl)
- 1958: Dramatikerpreis der Stadt Knittelfeld
- 1961: 2. Preis beim Enrica-von-Handel-Mazzetti-Preis
- 1974: Literaturpreis der Stadt Graz